# Mercedes-Benz 300SL
Mercedes-Benz 300SL (W198) — перший спортивний автомобіль компанії Mercedes-Benz післявоєнного періоду. Автомобіль був представлений 1954 року як двомісний закритий спортивний автомобіль з виразними дверми «крило чайки». Пізніше він пропонувався як відкритий родстер. На свій час це був найшвидший серійний автомобіль.
Збудована компанією Daimler-Benz AG під внутрішнім номером W198, інжекторна дорожня версія базувалася (певною мірою) на дещо менш потужному карбюраторному Mercedes-Benz 300SL (W194) — надзвичайно успішному спортивному автомобілі 1952 року, що був призначений лише для участі у спортивних змаганнях.
Дорожня версія Mercedes-Benz 300SL була запропонована Максом Хоффманом (Max Hoffman). Вона призначалася для покупців зростаючого післявоєнного американського ринку. Модель була представлена у лютому 1954 року на Нью-Йоркському автошоу, тоді як попередні моделі уперше з'являлися на публіці або на Франкфуртському, або на Женевському мотор-шоу. За усталеною традицією Mercedes-Benz, цифри «300» вказували на трилітровий об'єм двигуна. Позначка «SL» вказувала на «Sport Leicht» (полегшена спортивна версія).
Автомобіль 300SL найбільш відомий своїми виразними дверми «крило чайки» і тим, що це перший в історії чотиритактний бензиновий автомобіль, обладнаний системою впорскування палива. Версія з «крилами чайки» була доступна з березня 1955 року до 1957 року. Виробництво родстерів завершилося 1963 року, коли було представлено Mercedes-Benz 230SL.

## Гоночний автомобіль для вулиці

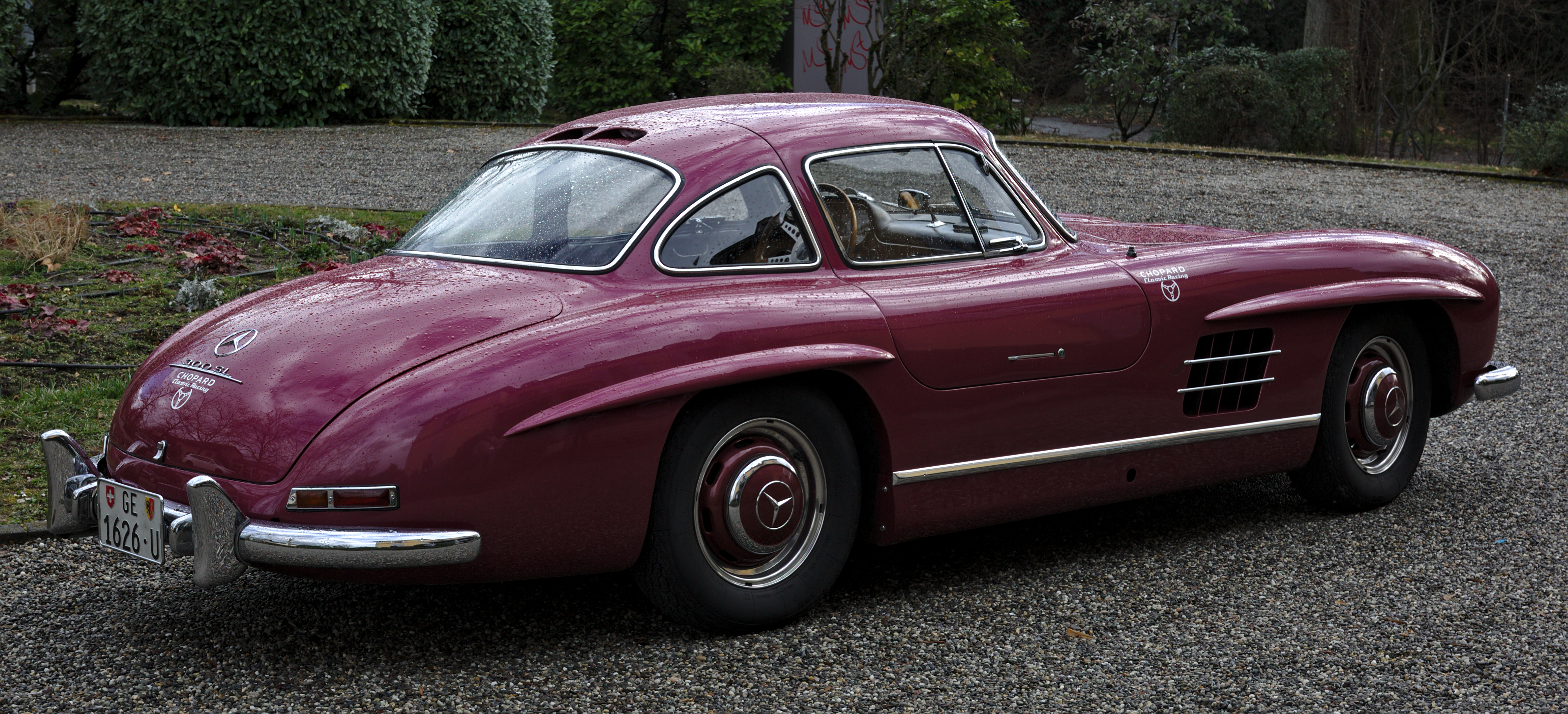
Mercedes-Benz 300SL Gullwing

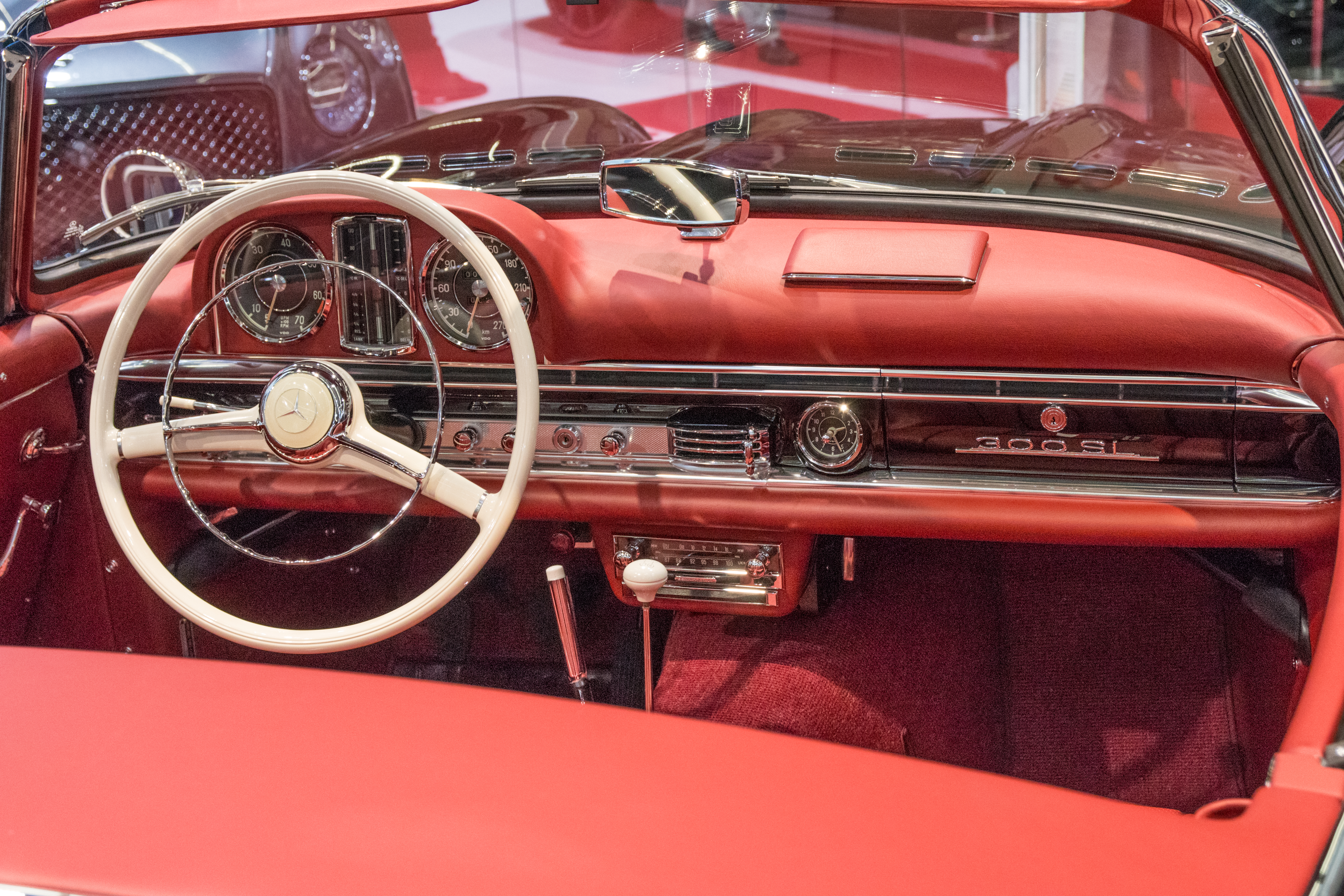

Нью-Йоркський дистриб'ютор автомобілів Mercedes і офіційний імпортер Daimler-Benz в США Макс Хоффман запропонував керівництву Daimler-Benz AG у Штутгарті розробити дорожню версію 300SL, яка, на його думку, повинна мати комерційний успіх, надто в Америці.
Гоночний W194 300SL було побудовано на трубчастому шасі, аби компенсувати його порівняно малопотужний карбюраторний двигун. Металевий каркас, спроектований головним інженером-розробником Daimler-Benz AG Рудольфом Уленхаутом (Rudolf Uhlenhaut), зменшував вагу, зберігаючи при цьому високий рівень міцності. Його унікальна будова дала життя виразним дверям «крило чайки», оскільки частина шасі знаходилася нижче рівня нижньої половини звичайної двері.
Навіть з дверми, що відкривалися догори, 300SL мав незвично високий поріг, що ускладнював посадку і висадку з автомобіля. Для полегшення посадки водія кермо було обладнане системою регулювання нахилу.
Кузов 300SL був переважно сталевий, за винятком кришки капота, дверей і кришки багажника, які були виготовлені з алюмінію. За умови величезної доплати автомобіль можна було також замовити з зовнішньою обшивкою з суцільного алюмінію, що дозволяло зменшити вагу на 80 кг. Цією опцією скористалися лише 29 клієнтів, і сьогодні такі екземпляри користуються відповідним попитом.
Більш ніж 80% з приблизно 1400 виготовлених за увесь час автомобілів було продано у США, що перетворило «Крило чайки» на перший автомобіль Mercedes-Benz, який продавався переважно за межами внутрішнього ринку, і свідчило про слушність пропозиції Хоффмана. Вважається, що 300SL змінив імідж компанії в Америці з виробника солідних, але урівноважених авто на виробника автомобілів зі спортивним характером.

## Перше пряме впорскування

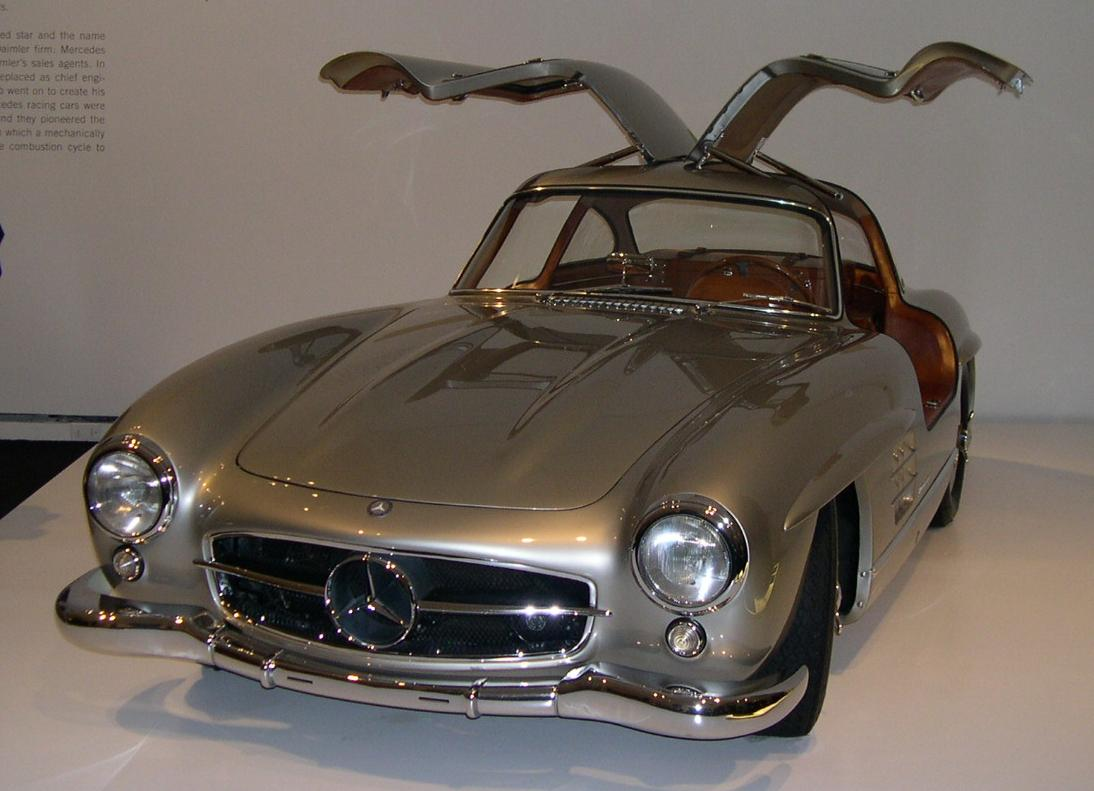
1955 Купе Mercedes-Benz 300SL «Крило чайки» з колекції Ральфа Лорена (Ralph Lauren)

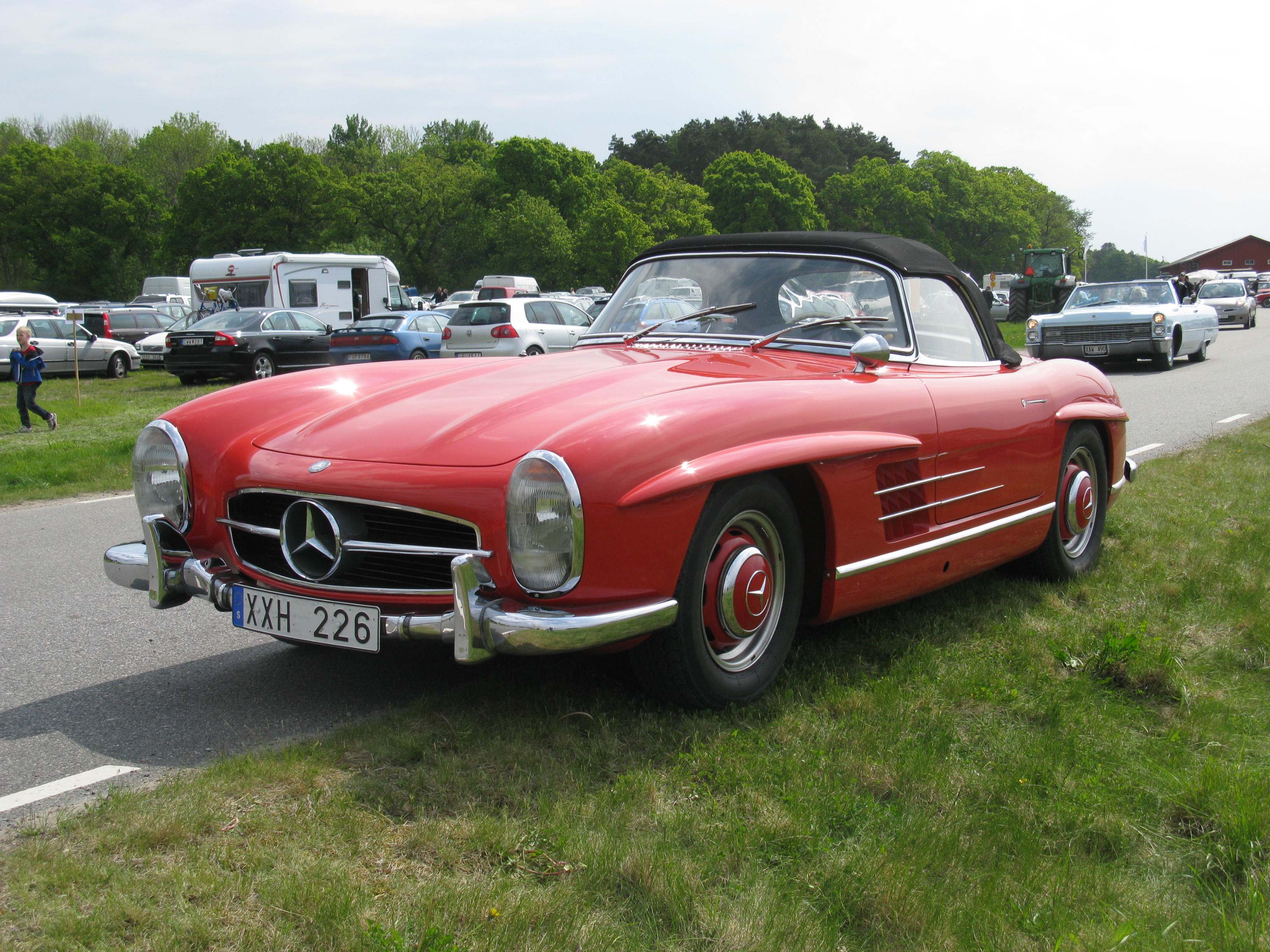
Родстер Mercedes-Benz 300SL 1957 року

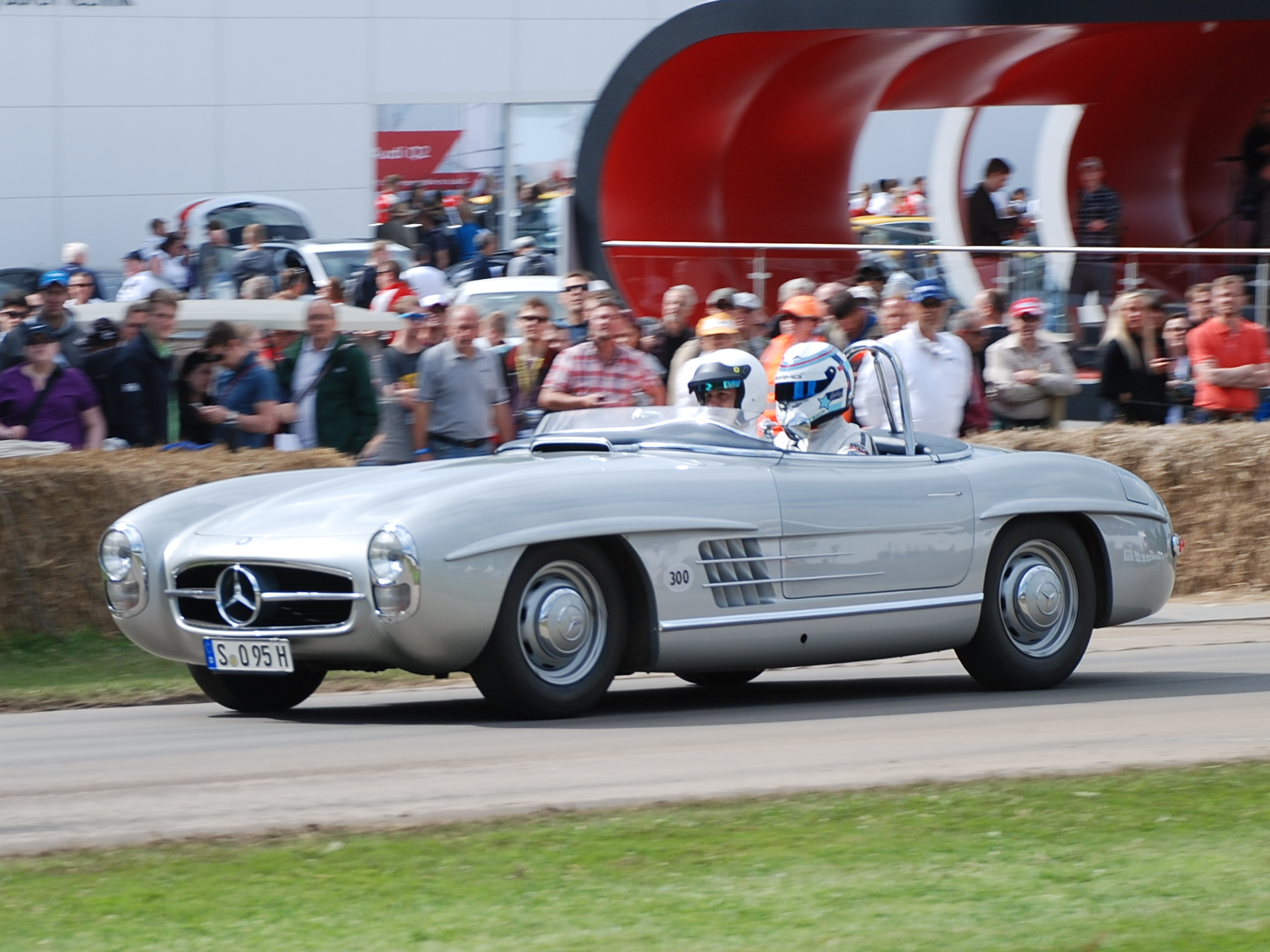
Mercedes-Benz 300SLS (W198)

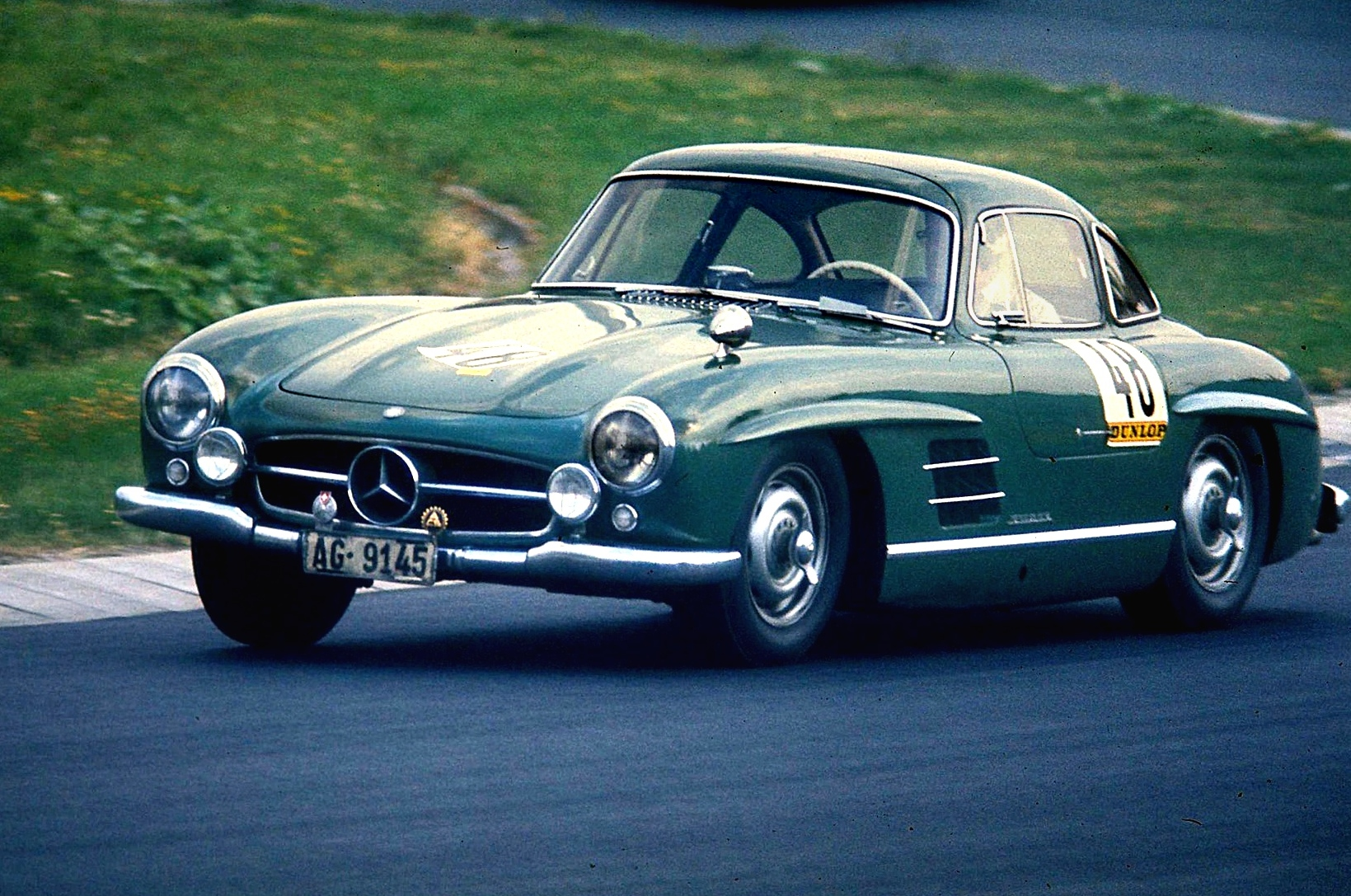
Гоночний Mercedes-Benz 300SL 1955 року

Двигун 300SL, нахилений ліворуч під кутом 45° задля установлення нижчої кришки капота, був такий самий 3-літровий, як і у звичайного чотиридверного Mercedes-Benz 300. Проте завдяки тому, що двигун було обладнано системою механічного прямого впорскування палива виробництва Bosch, він був майже удвічі потужнішим порівняно з первинною карбюраторною версією, що видавала 115 кінських сил.

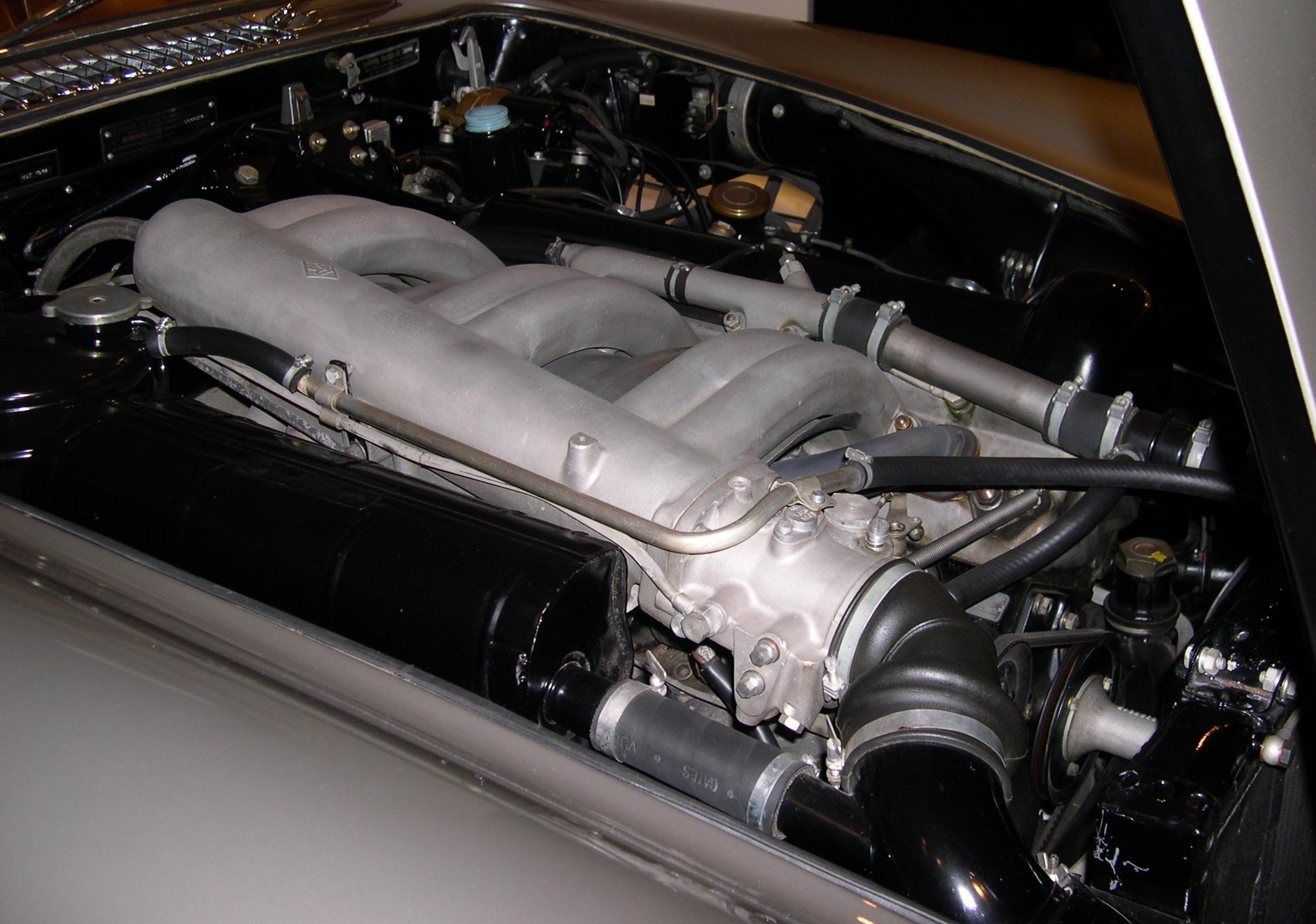
Двигун

Інженери Mercedes, які розробляли принцип інжектора для винищувача DB 601, згодом використали впорскування палива на маленькому двотактовому автомобілі Gutbrod. Тому 300SL не був першим інжекторним автомобілем в історії. Проте 300SL став першим, на якому паливо впорскувалося безпосередньо до циліндрів. Ця інновація дозволила досягти максимальної швидкості 260 км/год (залежно від передавального числа і опору), і 300SL став найшвидшим серійним автомобілем свого часу.
Двигун був вимогливим щодо технічного обслуговування. На відміну від існуючих електричних систем впорскування палива, механічний паливний насос продовжує впорскувати паливо до двигуна у період між вимкненням запалювання і зупиненням двигуна. Звісно, цей бензин не спалювався і вимивав масло зі стінок циліндрів, що призводило до розбавлення мастила двигуна, надто якщо двигун працював на достатньо високих обертах або працював недостатньо тривалий час, аби досягти досить високої температури, за якої бензин випаровувався б з мастила.
Проблема ускладнювалася великим охолоджувачем мастила і великим обсягом мастила (10 літрів). Ці обидва показники були зорієнтовані радше на гоночний, аніж на вуличний режим, який майже гарантував неможливість розігрівання мастила до достатньо високої температури. На практиці чимало «вуличних» водіїв блокували потік повітря крізь охолоджувач мастила, а рекомендована періодичність зміни мастила становила 1000 км. Від початку муфта була дуже жорсткою, і пізніший родстер обладнувався удосконаленим тросом допоміжного важеля зчеплення, що зменшував зусилля на педалі. З березня 1963 року і до кінця виробництва на 209 автомобілях було установлено легкосплавний картер.
Важливу роль у швидкості автомобіля відігравала аеродинаміка. Інженери Mercedes-Benz навіть установили горизонтальні «брови» над колісними арками, аби зменшити опір. На відміну від багатьох автомобілів 1950-х років, кермування було досить точним, а незалежна підвіска усіх чотирьох коліс дозволяла забезпечити порівняно комфортну їзду і набагато кращу загальну керованість. Проте, задня розрізна вісь, що з'єднувалася лише через диференціал, а не власне на колесах, могла бути ненадійною на високих швидкостях або на поганих дорогах через значні зміни кута розвалу.

## Гоночна історія

### Гоночна історія оригінального автомобіля
У 1952 році оригінальний 300SL (модель Mercedes-Benz W194) здобув загальні перемоги у гонках 24 години Ле-Мана, Берн-Бремгартен, гонці спортивних автомобілів Eifelrennen у Нюрбургринзі і у гонці Carrera Panamericana у Мексиці. Автомобіль також здобув друге і четверте місця у своїй першій гонці — на Mille Miglia 1952 року.
Ці успіхи, надто ті з них, що були досягнуті на відкритих шляхах, були досить неочікуваними, адже на той час автомобіль обладнувався лише карбюратором, що видавав 175 к.с., — менше ніж не лише конкуренти з Ferrari та Jaguar, але і ніж дорожній автомобіль 1954 року. Мала вага і низький аеродинамічний опір зробили 300SL достатньо швидким, аби бути конкурентоспроможним у перегонах на виживання.

### Спроба Фітча установити рекорд швидкості на суші
У 2005 році на купе 300SL під управлінням 87-річного Джона Фітча (John Fitch), який був заводським гоночним водієм Mercedes-Benz 1955 року, було здійснено спробу установити новий рекорд швидкості на суші у класі F/GT на автомагістралі Бонневіль. Проте, на заваді цьому став паливний насос, що вийшов з ладу, обмеживши максимальну швидкість до рівня 240 км/год. Після цього заїзду команда пообіцяла зробити другу спробу наступного року. Фітч зауважив, що уночі, у дощових умовах і на дорозі з шістдесятьма іншими автомобілями він розганяв автомобілі 300SL до більшої швидкості, ніж цього разу. Ця спроба задокументована у фільмі «Крило чайки у сутінках: Бонневільський заїзд Джона Фітча» («Gull wing at Twilight: The Bonneville Ride of John Fitch»), що транслювався на каналі PBS.

## 300SL сьогодні
Сьогодні 300SL з його унікальними дверима, технологічними новинками і малим тиражем вважається однією з найцінніших для колекціонерів моделей Mercedes-Benz усіх часів, а ціни на нього значно перевищують позначку у 700 тис. доларів США. Журнал Sports Car International Top Sports Cars|Sports Car International віддав автомобілю 300SL п'яте місце серед спортивних автомобілів усіх часів. Пара автомобілів 300SL [Архівовано 31 січня 2022 у Wayback Machine.], виставлена на продаж 2009 року з колекції Foxwood Collection, пропонувалася за ціною у 1,3 млн доларів США, підвереджуючи високу ціну і попит на цей класичний автомобіль.
Компанія Mercedes позиціонує Mercedes-Benz SLS AMG як духовного нащадка автомобіля 300SL «Крило чайки».
Mercedes-Benz і досі постачає запчастини до кожного побудованого ним автомобіля.

## У популярній культурі
- У фільмі 1956 року Вище суспільство героїня Грейс Келлі подорожує на сріблястому кабріолеті 300SL.
- У фільмі 1958 року Крикливий череп головний герой їздить на автомобілі 300SL «Крило чайки». Автомобіль з'являється у кадрі декілька разів, як з відкритими, так і з закритими дверми.
- Колишній прем'єр-міністр Канади П'єр Еліот Трюдо був власником такого автомобіля і часто роз'їжджав на ньому вулицями Оттави і Монреаля.
- У фільмі 1990 року Новачок ненадовго з'являється сріблястий 300SL, посеред операції з викрадення автомобіля, вчиненого бандою крадіїв. Героїня Соні Брага управляє автомобілем у початковій сцені.
- У аніме Fate Zero автомобіль водить Ірісвіль фон Айнсберн.

## Виноски
1. 1 2  Oswald, Werner (1. Auflage 2001). Deutsche Autos 1945-1990, Band 4. Stuttgart: Motorbuch Verlag. ISBN 3-613-02131-5.
2. ↑  Rohde, Michael; Koch, Detlev (2000). Typenkompass Mercedes-Benz. Stuttgart: Motorbuch Verlag. с. 41. ISBN 3-613-02019-X.
3. ↑  the original 300SL [Архівовано 20 лютого 2017 у Wayback Machine.] (model Mercedes-Benz W194)
4. ↑  Gull wing at Twilight: The Bonneville Ride of John Fitch. Архів оригіналу за 16 липня 2011. Процитовано 24 березня 2011.
5. ↑  Архівована копія. Архів оригіналу за 31 грудня 2010. Процитовано 24 березня 2011.{{cite web}}:  Обслуговування CS1: Сторінки з текстом «archived copy» як значення параметру title (посилання)
6. ↑  US prices: Mike Covello: Standard Catalog of Imported Cars 1946–2002, Krause Publication, Iola 2002, ISBN 0-87341-605-8, p. 527-31